# Josiah M. Anderson
Josiah McNair Anderson, född 29 november 1807 i Bledsoe County i Tennessee, död 8 november 1861 i Marion County i Tennessee, var en amerikansk politiker (whig). Han var ledamot av USA:s representanthus 1849–1851.
Anderson gifte sig 1828 med Nancy Lamb. Äktenskapet varade till hennes död den 29 mars 1850.
Anderson efterträdde 1849 John Hervey Crozier som kongressledamot och efterträddes 1851 av William Montgomery Churchwell.
År 1861 höll slavägaren Anderson ett tal vid Looneys Creek i Marion County till försvar av sydstaternas utträde ur USA, varefter han blev knivhuggen till döds. Anderson gravsattes på en familjekyrkogård i Sequatchie County.